# FLY HIGH (w-inds.의 노래)
FLY HIGH는 2012년 2월 22일에 발매된 윈즈(w-inds.)의 31번째 싱글이다.

## 앨범 종류

### 초회한정반 A
1. FLY HIGH
작사 : Daisuke "KM-MARKIT"Kawai, 작곡 · 편곡 : JUNE (WAZZ UP) J'quartus (Grand Focus)
NTV 계 " 해피뮤직"2월 오프닝 테마
NTV 계 " 게이머즈 TV 밤놀이 세자매 "2 월 엔딩 테마
2. Put your hands up!

작사 : Daisuke "KM-MARKIT"Kawai, 작곡 : JUNE (WAZZ UP) J'quartus (Grand Focus)

### 초회한정반 B
1. FLY HIGH
2. Zirconia ~ ジルコニア ~

작사 : shungo. , 작곡 : SKY BEATZ, ERIK LIDBOM

### 초회한정반 C
1. FLY HIGH
2. LIVE AT YOKOHAMA ARENA (w-inds.DANCE MEDLEY ~ FLY HIGH)

### 통상반
1. FLY HIGH
2. More than words

작사 : Shoko Fujibayashi , 작곡 :: JUNE (WAZZ UP) J'quartus (Grand Focus)

## 차트
- 오리콘 위클리차트 5위를 기록하였다 (총판매량 44,999)
- 뮤직스테이션 CD 랭킹 5위를 기록하였다.
- 빌보드 뮤직재팬 차트 6위를 기록하였다. (12/2/29)